# اکس‌ترم
اکس‌ترم (به انگلیسی: xterm) شبیه‌ساز ترمینال استاندارد برای سامانه پنجره اکس است. یک کاربر می‌تواند تعداد دلخواهی اکس‌ترم را به صورت همزمان بر روی یک نمایشگر اجرا کند که هر کدام از آنها سیستم ورودی/خروجی مستقلی را برای فرایندی که در داخل آنها در حال اجراست (معمولاً یک پوسته یونیکس) ارائه می‌دهند. اکس‌ترم قابلیت‌های زیادی دارد. مانند پشتیبانی از زبان‌ها و کاراکترهای بین‌المللی و یونیکد، حجم بسیار اندک، تنظیمات پیشرفته مربوط به فونتها، رنگها و … که باعث شده کاربران زیادی اکس‌ترم را به دیگر شبیه‌سازهای ترمینال ترجیح دهند.